# Burmannia
Burmannia és un gènere monotípic d'arnes de la família Crambidae. Conté només una espècie, Burmannia marmorellus, que es troba a la Xina (Sichuan).